# 劉熙古

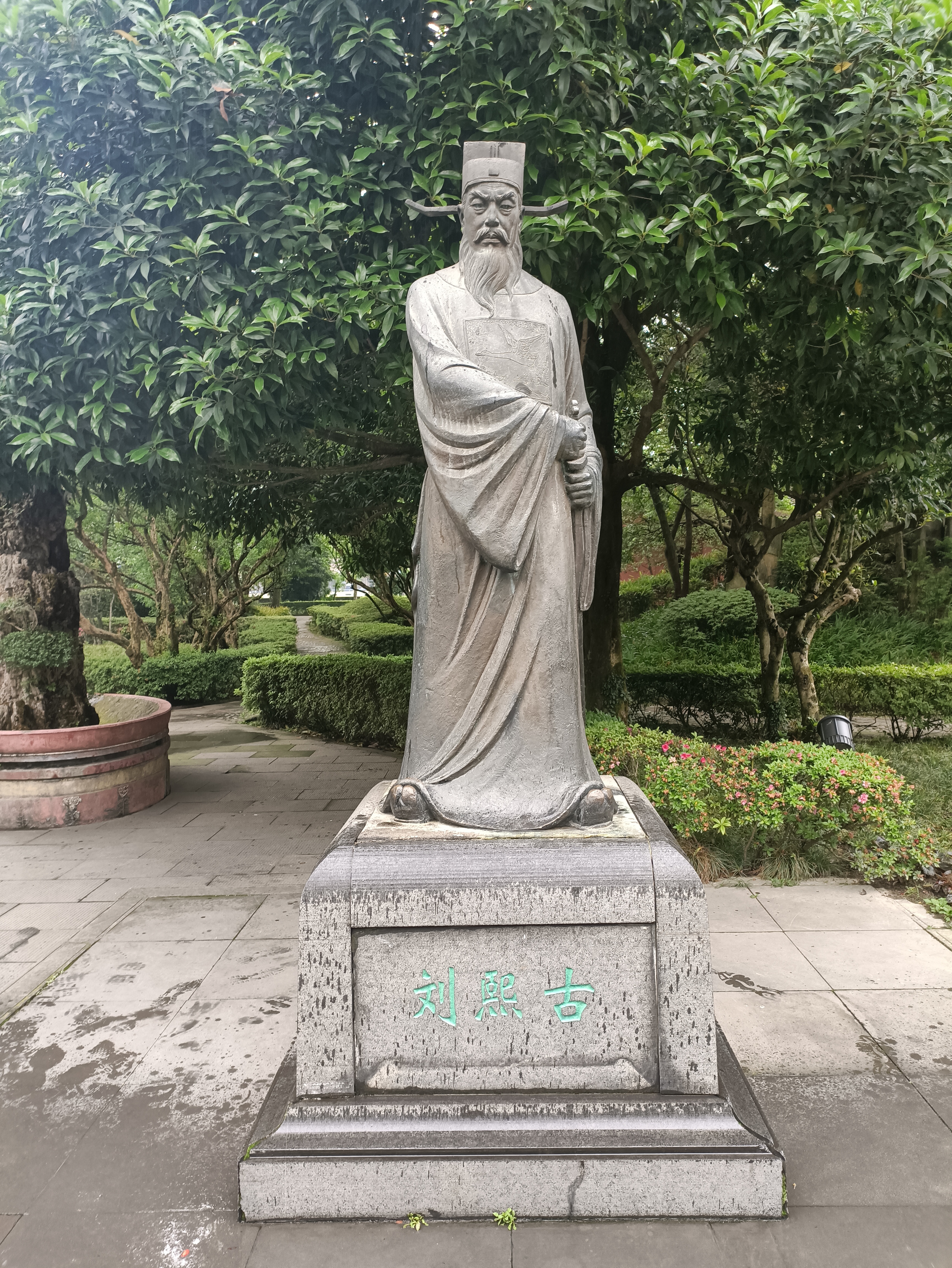
都江堰堰功道的刘熙古雕像

劉熙古（903年—976年），原作劉稽古，字义淳。北宋宋州宁陵（今河南宁陵东）人。
刘仁轨十一世孙。少年通经史，亦精骑射。后唐长兴进士。后唐末，在金州(今陕西安康)防御使孙铎幕下为从事。后晋初年，随孙铎至汝州，孙铎死后，先後擔任夏邑令，后任三司户部出使巡官等職。后汉时，擔任卢氏县令。后周時，出任秦州观察判官；后周末年，赵匡胤发动“陈桥兵变”，劉熙古以左谏议大夫知青州。入宋後，961年，制置晋州（今山西临汾）榷矾，增课八十余万缗。歷官刑部侍郎、知凤翔府；改任权知秦州。972年，回京任参知政事，晚年以足疾致仕。著有《历代纪要》十五卷。

## 延伸阅读
[在维基数据编辑]
 《宋史·卷263》，出自脱脱《宋史》